# Stigmatrachelus
Stigmatrachelus är ett släkte av skalbaggar. Stigmatrachelus ingår i familjen vivlar.

## Dottertaxa tillStigmatrachelus, i alfabetisk ordning[1]
- Stigmatrachelus albinus
- Stigmatrachelus albolineatus
- Stigmatrachelus albopustulatus
- Stigmatrachelus alluaudi
- Stigmatrachelus alternans
- Stigmatrachelus angulifer
- Stigmatrachelus argenteus
- Stigmatrachelus aurosparsus
- Stigmatrachelus biarcuatus
- Stigmatrachelus bifasciatus
- Stigmatrachelus bifenestratus
- Stigmatrachelus bimaculatus
- Stigmatrachelus brevicollis
- Stigmatrachelus centralis
- Stigmatrachelus chlorostomus
- Stigmatrachelus cinctus
- Stigmatrachelus cinerarius
- Stigmatrachelus collaris
- Stigmatrachelus concinnus
- Stigmatrachelus confluens
- Stigmatrachelus convexicollis
- Stigmatrachelus dubius
- Stigmatrachelus elegans
- Stigmatrachelus elegantulus
- Stigmatrachelus fairmairei
- Stigmatrachelus fasciculatus
- Stigmatrachelus faucherei
- Stigmatrachelus flexuosus
- Stigmatrachelus fucosus
- Stigmatrachelus fulvicornis
- Stigmatrachelus fuscoruber
- Stigmatrachelus fuscosignatus
- Stigmatrachelus fuscus
- Stigmatrachelus galactoderus
- Stigmatrachelus gemmifer
- Stigmatrachelus gibbiceps
- Stigmatrachelus globosus
- Stigmatrachelus globulus
- Stigmatrachelus griseoalternans
- Stigmatrachelus griseo-alternans
- Stigmatrachelus griseus
- Stigmatrachelus hovanus
- Stigmatrachelus humeralis
- Stigmatrachelus humilis
- Stigmatrachelus instriatus
- Stigmatrachelus insubidus
- Stigmatrachelus intermedius
- Stigmatrachelus isabellinus
- Stigmatrachelus lactarius
- Stigmatrachelus lacteocinctus
- Stigmatrachelus lateralis
- Stigmatrachelus latirostris
- Stigmatrachelus latitarsis
- Stigmatrachelus lineaalba
- Stigmatrachelus lineatus
- Stigmatrachelus longiceps
- Stigmatrachelus lynceus
- Stigmatrachelus mandibularis
- Stigmatrachelus margaritaceus
- Stigmatrachelus marmoratus
- Stigmatrachelus metallescens
- Stigmatrachelus minutus
- Stigmatrachelus mirandus
- Stigmatrachelus mocquerysi
- Stigmatrachelus mylloceriodes
- Stigmatrachelus nabab
- Stigmatrachelus nebulosus
- Stigmatrachelus nigrocristatus
- Stigmatrachelus nitidus
- Stigmatrachelus niveostictus
- Stigmatrachelus notatipennis
- Stigmatrachelus nubifer
- Stigmatrachelus obsoletus
- Stigmatrachelus ochreatus
- Stigmatrachelus octomaculatus
- Stigmatrachelus ornatus
- Stigmatrachelus perrieri
- Stigmatrachelus pilosulus
- Stigmatrachelus placidus
- Stigmatrachelus psittacinus
- Stigmatrachelus psittacus
- Stigmatrachelus quadrimaculatus
- Stigmatrachelus quadripictus
- Stigmatrachelus quadriplagiatus
- Stigmatrachelus razananae
- Stigmatrachelus reductus
- Stigmatrachelus ruptus
- Stigmatrachelus scutulatus
- Stigmatrachelus setulosus
- Stigmatrachelus sikorai
- Stigmatrachelus sitonoides
- Stigmatrachelus squamifer
- Stigmatrachelus squamiger
- Stigmatrachelus squamosus
- Stigmatrachelus stigma
- Stigmatrachelus striatogemellatus
- Stigmatrachelus subfasciatus
- Stigmatrachelus suturalis
- Stigmatrachelus tessellatus
- Stigmatrachelus tibialis
- Stigmatrachelus turbatus
- Stigmatrachelus umbrinus
- Stigmatrachelus unicolor
- Stigmatrachelus unifasciatus
- Stigmatrachelus viridans
- Stigmatrachelus viridis
- Stigmatrachelus vittatus